# Epidendrum xylostachyum
Epidendrum xylostachyum är en orkidéart som beskrevs av John Lindley. Epidendrum xylostachyum ingår i släktet Epidendrum och familjen orkidéer. Inga underarter finns listade i Catalogue of Life.